# Пегуза
Пегуза (Pegusa) — рід риб родини Язикових (Soleidae), поширений у Атлантиці та Середземному морі.

## Види
Містить п'ять валідних видів:
- Pegusa cadenati Chabanaud, 1954
- Pegusa impar (E. T. Bennett, 1831)
- Pegusa lascaris (A. Risso, 1810) (Морський язик піщаний)
- Pegusa nasuta (Pallas, 1814) (Морський язик носатий)
- Pegusa triophthalma (Bleeker, 1863)